# Двойник (телесериал)
«Двойни́к» (англ. Ringer) — американский драматический телесериал с Сарой Мишель Геллар в главной роли.
Изначально сериал снимался по заказу телеканала CBS, однако из-за того что шоу не вписывалось в массу криминальных сериалов канала, в конечном счете канал отдал шоу своему сестринскому каналу The CW. 13 мая 2011 года было объявлено что канал заказал съемки первых 13 серий. Премьера сериала состоялась 13 сентября 2011 года, сразу же после первой серии четвёртого сезона сериала «90210». 12 октября 2011 года The CW продлил сериал до полного сезона, состоящего из 22 серий. 11 мая 2012 года The CW закрыл сериал после одного сезона из-за низких рейтингов.

## Сюжет
Сара Мишель Геллар в роли двух сестер-близнецов: Бриджит Келли и Шиван Мартин. Бриджит, по стечению обстоятельств, стала невольным свидетелем убийства и бежит, убийца — влиятельный мафиози. Её находит ФБР и уговаривают дать показания, в последний момент она снова сбегает, приезжает к богатой сестре Шиван. Во время катания на лодке Шиван совершает самоубийство, и Бриджит выдает себя за неё. Принимая это решение, она и не догадывалась, какие секреты из жизни Шиван перед ней откроются: о браке, о лучшей подруге Джемме, о муже Джеммы Генри… А в пентхаусе при покушении на жизнь Шиван, Бриджит начинает осознавать, что под своим настоящим именем будет в большей безопасности, чем дальше притворяясь сестрой и живя её жизнью.

## В ролях

### Основной состав
- Сара Мишель Геллар — Бриджит Келли / Шиван Мартин
- Кристоффер Полаха — Генри Батлер
- Йоан Гриффит — Эндрю Мартин
- Нестор Карбонель — Виктор Мачадо
- Майк Колтер — Малкольм Ховард

### Второстепенный состав
- Зои Дойч — Джульет Мартин

## Эпизоды
| Сезон | Сезон | Эпизоды | Оригинальная дата показа | Оригинальная дата показа | Рейтинг Нильсена       | Рейтинг Нильсена |
| Сезон | Сезон | Эпизоды | Премьера сезона          | Финал сезона             | Зрители США (миллионы) | Ранк             |
| ----- | ----- | ------- | ------------------------ | ------------------------ | ---------------------- | ---------------- |
|       | 1     | 22      | 13 сентября 2011         | 17 апреля 2012           | 1,82                   | 181              |

| № | Название                                                                                              | Режиссёр           | Автор сценария                                                                          | Дата премьеры    | Зрители в США (млн) |
| --- | --- | ------------------ | --------------------------------------------------------------------------------------- | ---------------- | ------------------- |
| 1 | «Pilot» «Пилот»                                                                                       | Ричард Шепард      | Эрик С. Чармело и Николь Снайдер                                                        | 13 сентября 2011 | 2,84                |
| Бывшая наркоманка Бриджит Келли стала свидетелем убийства и, хотя агент ФБР Виктор Мачадо обеспечивает ей безопасность, она убегает в Нью-Йорк, чтобы скрыться. Она встречается со своей сестрой-близняшкой, Шиван Мартин, которую она не видела 6 лет, с тех пор, как она вышла замуж за бизнесмена Эндрю Мартина. Когда сестра таинственно исчезает, Бриджит решает выдать себя за Шиван, чтобы скрыться и от ФБР и от преступников. Вскоре она обнаруживает шокирующие секреты из жизни её сестры-близнеца. | |                    |                                                                                         |                  |                     |
| 2 | «She's Ruining Everything» «Она губит все»                                                            | Роб Бэйли          | Эрик С. Чармело и Николь Снайдер                                                        | 20 сентября 2011 | 1,94                |
| Агент ФБР Мачадо решит остаться в Нью-Йорке, чтобы узнать больше о Шиван, которая может знать больше, чем говорит ему. В то время Бриджит пытается скрыть тело своего несостоявшегося убийцы, и поверяет свою тайну спонсору Малкольму. Вместе они планируют её бегство, но непредвиденная вечеринка, устроенная Эндрю и его деловым партнером Оливией, рушит этот план. Между тем, лучшая подруга Шиван Джемма и её муж Генри выясняют отношения, а Бриджит неожиданно встречается с падчерицей Джульет. | |                    |                                                                                         |                  |                     |
| 3 | «If You Ever Want a French Lesson...» «Если вы когда-нибудь захотите взять урок французского...»      | Аллан Аркуш        | Хэнк Чилтон                                                                             | 27 сентября 2011 | 1,98                |
| Бриджит становится все ближе к установлению личности "убийцы" Шиван, отслеживая его телефон. Однако она скоро обнаруживает компрометирующую информацию на Эндрю. Тем временем, агент Мачадо все еще находится в Нью-Йорке и пытается найти Бриджит, не зная, что Шиван и есть Бриджит. Генри и Джемма переживают еще один кризис, но на этот раз в отношении их инвестиций в фонд Эндрю. В Вайоминге, Малькольма похищает гангстер Бодавэй Макави, который пытает его, чтобы узнать, где находится Бриджит. В это же время живая и здоровая Шиван, живет в Париже и наслаждается свободой от своей старой жизни. Она встречает Тайлера, очаровательного банкира, который работает на один из филиалов Эндрю. | |                    |                                                                                         |                  |                     |
| 4 | «It's Gonna Kill Me, But I'll Do It» «Это убьет меня, но я сделаю это»                                | Жан Де Сегонзак    | Кэтрин Хамфирис                                                                         | 4 октября 2011   | 1,50                |
| Бриджит, Эндрю, Джемма и Генри едут в Хэмптон, чтобы отпраздновать день рождения Шиван, где Бриджит вспоминает прошлое со своей сестрой. В Париже, разозленная Шиван, используя свою внешность, заманивает Тайлера в свои сети, чтобы влиять на жизнь Бриджит и Эндрю. Агент Мачадо раскрывает два ключевых элемента по решению загадки Бриджит. Ситуация у Бриджит ухудшается, когда тайны Шиван становятся известны Джемме. | |                    |                                                                                         |                  |                     |
| 5 | «A Whole New Kind of Bitch» «Новый вид сучки»                                                         | Дженис Кук-Леонард | Шинтаро Шимосава                                                                        | 11 октября 2011  | 1,71                |
| Бриджит поверяет свою тайну Джемме, и она просит Бриджит соблазнить Генри, чтобы она могла с ним развестись, что приводит Генри, Джемму и Бриджит к точке кипения. Писательская карьера Генри рушится, в то время как отношения Эндрю и Джульет не становится лучше, так как она продолжает пить и употреблять наркотики. Бриджит встречается с другим спонсором, Чарли, в отчаянной попытке удержаться от приема наркотиков. Между тем, Малкольма накачивают наркотиками, чтобы заставить его рассказать о том, где находится Бриджит. | |                    |                                                                                         |                  |                     |
| 6 | «The Poor Kids Do It Everyday» «Бедные дети делают это каждый день»                                   | Джерри Ливайн      | Роберт Дохерти                                                                          | 18 октября 2011  | 1,81                |
| Когда Бриджит не может найти Джемму, она начинает понимать, что вчера что-то произошло между Джеммой и Генри. Между тем, Джульет идет в новую школу, где она сталкивается с местной оторвой Тессой и своим учителем, мистером Карпинтером, который приходит ей на помощь. Бриджит просит Чарли стать её новым спонсором, в то время как агент Мачадо начинает расследовать исчезновение Малкольма и сосредотачивает своё внимание на Бодавэе Макави. В Париже, Шиван получает телефонный звонок от своего неизвестного сообщника, который сообщает ей, что "проблема с Джеммой была решена". | |                    |                                                                                         |                  |                     |
| 7 | «Oh Gawd, There's Two of Them?» «О Боже, их двое?»                                                    | Эрик Ла Салль      | Пэм Визи                                                                                | 1 ноября 2011    | 1,80                |
| Все также притворяясь Шиван, Бриджит приходится рассказать Эндрю и Генри, что у неё есть сестра-близнец, когда агент Мачадо начинает связываться с мужчинами. Генри становится подозреваемым в деле о исчезновении его жены Джеммы, Джульет угрожает опасность. А в то же время, Малькольму удается сбежать от своих похитителей и скрывается от них. | |                    |                                                                                         |                  |                     |
| 8 | «Maybe We Can Get a Dog Instead» «Может быть, мы можем взять собаку вместо этого»                     | Нэйтан Хоуп        | Джей Фэйрбер                                                                            | 8 ноября 2011    | 1,75                |
| Эндрю и Бриджит узнают шокирующие новости, которые затрагивают и Генри. Джульет продолжает укреплять маловероятную связь со своим учителем мистером Карпентером, а Малькольм находится в Нью-Йорке, где агент Мачадо встречается с ним лицом к лицу. В то же время отношения Шиван и Тайлера поставлены под угрозу. | |                    |                                                                                         |                  |                     |
| 9 | «Shut Up and Eat Your Bologna» «Заткнись и ешь свою болонскую колбасу»                                | Скотт Уайт         | Боб Беренс                                                                              | 15 ноября 2011   | 1,83                |
| Бриджит осознает, что все больше привязывается к Эндрю. Малькольм сомневается насчет нового спонсора Бриджит, а сама Бриджит решает встретиться с терапевтом Шиван доктором Анабель Моррис, чтобы лучше разобраться в жизни сестры. | |                    |                                                                                         |                  |                     |
| 10 | «That's What You Get for Trying to Kill Me» «Вот что ты получишь за попытку убить меня»               | Стюарт Гиллард     | Эрик С. Чармело и Николь Снайдер                                                        | 29 ноября 2011   | 1,60                |
| В Нью-Йорке Малькольм и Бриджит обнаруживают и сообщают полиции, что Чарли удерживает Джемму. Тем временем Джульет продолжает флиртовать со своим школьным учителем мистером Карпентером. В Париже Шиван пытается исправить сложившуюся ситуацию с Тайлером. | |                    |                                                                                         |                  |                     |
| 11 | «It Just Got Normal» «Теперь всё нормально»                                                           | Джефф Томас        | Кэтрин Хамфрис                                                                          | 31 января 2012   | 1,40                |
| Отношения между Бриджит и Эндрю становятся все более интимными, когда Бриджит узнает, что мистер Карпентер изнасиловал Джульет, что приводит к конфронтации между ними у всех на виду. После убийства Джеммы и Чарли Шиван решает задержаться в Нью-Йорке еще ненадолго и узнать о прошлой жизни Бриджит не без помощи Чарли. | |                    |                                                                                         |                  |                     |
| 12 | «What Are You Doing Here, Ho-Bag?» «Что ты здесь делаешь, чучело?»                                    | Джерри Левин       | Хэнк Чилтон                                                                             | 7 февраля 2012   | 1,18                |
| Кэтрин, мать Джульет, возвращается в Нью-Йорк, чтобы поддержать дочь во время судебного процесса против мистера Карпентера. Шиван крадет кольцо у Бриджет и продает его, чтобы приобрести фальшивый паспорт. Тем временем детектив Мачадо пытается получить информацию от Джимми. | |                    |                                                                                         |                  |                     |
| 13 | «It's Easy to Cry When This Much Cash Is Involved» «Легко плакать, когда замешано так много денег»    | Гай Би             | История: Шинтаро Шимосава Телесценарий: Шинтаро Шимосава, Эрик Чармело и Николь Снайдер | 14 февраля 2012  | 1,10                |
| Бриджит решает принять помощь Соломона для того, чтобы проследить последние шаги Шиван и её связь с Чарли. Между тем дело Джульет против мистера Карпентера проваливается, когда выясняется, что Тэсса соврала, что мистер Карпентер изнасиловал и её тоже. Он подает в суд на Джульет за клевету, и Эндрю приходится заплатить Карпентеру один миллион долларов. | |                    |                                                                                         |                  |                     |
| 14 | «Whores Don’t Make That Much» «Шлюхи столько не зарабатывают»                                         | Дженис Кук         | Роберт Доэрти                                                                           | 21 февраля 2012  | 1,25                |
| Бриджит приводит Малькольма в офис Шиван, но они находят его пустым. Бриджит вспоминает о трагедии, произошедшей семь лет назад, когда по вине Бриджет произошел несчастный случай, в котором погиб маленький сын Шиван, Шон. Тем временем Джульет просит мистера Карпентера повлиять на Тэссу, чтобы та перестала тратить деньги её отца, однако позже Тэссу жестоко избивают, а Джульет говорит своей матери, что её план вышел из-под контроля. | |                    |                                                                                         |                  |                     |
| 15 | «P.S. You’re An Idiot» «P.S. Ты — идиот»                                                              | Аллан Аркуш        | Боб Беренс                                                                              | 28 февраля 2012  | 1,15                |
| Эндрю просит Бриджит, думая, что она Шиван, повторить их брачные клятвы, и они начинают готовиться к свадьбе с Джульет и подружками невесты. Кэтрин соблазняет мистера Карпентера, крадет его долю денег и шантажирует его, заставляя оставить Джульет в покое. | |                    |                                                                                         |                  |                     |
| 16 | «You’re Way Too Pretty To Go To Jail» «Ты слишком симпатичен для тюрьмы»                              | Джошуа Батлер      | Джей Фэйрбер и Кэтрин Хамфрис                                                           | 6 марта 2012     | 1,25                |
| Выясняется, что отношения агента Мачадо с его бывшим информатором и стриптизершей, убитой Шейлин Бриггз, были более, чем просто профессиональными. Тем временем Генри понимает, что Бриджит знает намного больше, чем должна, и он вынужден следовать указаниям Шиван, чтобы не дать Бриджит вмешаться в их планы. | |                    |                                                                                         |                  |                     |
| 17 | «What We Have Is Worth The Pain» «Ради того, что мы имеем, стоит терпеть боль»                        | Хауи Дойч          | Скотт Нимерфро                                                                          | 13 марта 2012    | 1,11                |
| Бриджит боится, что что-то случилось с Малькольмом, потому что она не может с ним связаться. В попытке найти его, Бриджит вместе с Соломоном отправляется в отель к Малькольму и обнаруживает доказательство того, что Эндрю был последним, кто его видел перед тем, как тот исчез. Она начинает подозревать, что Эндрю убил Малькольма, как до этого убил Тайлера. | |                    |                                                                                         |                  |                     |
| 18 | «That Woman’s Never Been a Victim Her Entire Life» «Эта женщина ни разу не была жертвой за всю жизнь» | Скотт Уайт         | Хэнк Чилтон                                                                             | 20 марта 2012    | 1,16                |
| После покушения на жизнь Бриджит в результате которого подстреливают Эндрю, агент Мачадо настроен решительнее, чем когда либо, выяснить, что происходит и что Бриджит об этом знает. Тем временем Эндрю признается, что попросил Малькольма покинуть город, а Джульет рассказывает правду о своей матери. | |                    |                                                                                         |                  |                     |
| 19 | «Let’s Kill Bridget» «Давайте прикончим Бриджит»                                                      | Джерри Левайн      | Дже Фэйрбер и Роберт Беренс                                                             | 27 марта 2012    | 1,11                |
| Бриджит понимает, что единственный способ быть в безопасности это перестать притворяться Шиван и вернуться в Вайоминг и дать показания против Бодавэя Макави. Генри надоедает приводить в исполнение план мести Эндрю и Бриджит и он говорит ей, что только если она перестанет мстить, они смогут быть вместе. | |                    |                                                                                         |                  |                     |
| 20 | «If You’re Just An Evil Bitch Then Get Over It» «Если ты злобная сучка, то просто забудь про это»     | Роджер Камбл       | Кэтрин Хамфрис                                                                          | 3 апреля 2012    | 1,05                |
| Как Шиван Бриджит признается агенту Мачадо, что несколько месяцев назад кто-то пытался убить её, и она думала, что это был Эндрю. Между тем, Кэтрин едет на отчаянные меры, решая убить Шиван и выдать это за самоубийство. | |                    |                                                                                         |                  |                     |
| 21 | «It's Called Improvising, Bitch!» «Это называется импровизация, сука!»                                | Джанис Кук         | Скотт Нимерфро                                                                          | 10 апреля 2012   | 1,10                |
| Эндрю ловит Кэтрин, когда она пытается подстроить самоубийство Бриджит, поэтому она берет их в заложники вместе с Джульет. Когда возможные варианты действий заканчиваются, она звонит Оливии, которая оказывается её любовницей. Она говорит Оливии привезти Бриджит в свой дом, чтобы они могли вместе сбежать. Между тем, главный свидетель против Генри умирает от передозировки наркотиков, а Шиван рожает двойняшек. | |                    |                                                                                         |                  |                     |
| 22 | «I'm the Good Twin» «Я хорошая близняшка»                                                             | Эрик Ла Салль      | Эрик С. Чармело и Николь Снайдер                                                        | 17 апреля 2012   | 1,20                |
| Бриджит снится церемонии подтверждения клятв на которой среди гостей она видит Бодавэя. Бриджит понимает, что обязана рассказать Эндрю, кто она на самом деле, прежде чем пойдет к алтарю. Между тем, Генри должен решить рассказать ли Бриджит, что Шиван жива и здорова и пытается разрушить карьеру Эндрю и жизнь Бриджит. | |                    |                                                                                         |                  |                     |

## Приём критиков
Шоу получило смешанные отзывы от критиков с начальным счетом 58 из 100 от Metacritic. В июне 2011 года пилотная серия стала лауреатом «Critics' Choice Television Awards'».

## Рейтинги
Пилотный эпизод привлек 2,84 млн зрителей и демо в категории 18-49 составило 1,2. Второй эпизод упал до 1,84 млн в зрителях и 0,9 в демо, а четвёртый — до 1,50 млн и 0,6 в демо.